# William Renshaw
William Charles Renshaw (3. januar 1861 – 12. august 1904) var en britisk tennisspiller, der i 1880'erne vandt syv Wimbledon-singletitler. Heraf blev de seks vundet i træk, hvilket teknisk set er rekord. Björn Borg og Roger Federers rekorder med fem titler i træk bliver dog regnet som de mest reelle rekorder, idet sidste års vinder på Renshaws tid var direkte kvalificeret til næste års finale.
Udover de syv singletitler vandt han også syv doubletitler i herredouble.
Renshaws tvillingebror, Ernest Renshaw var også tennisspiller og vandt ligeledes Wimbledon, dog kun én gang.

## Wimbledon
Renshaw vandt Wimbledon følgende år:
- Herresingle
  - 1881, 1882, 1883, 1884, 1885, 1886 og 1889

- Herredouble
  - 1880, 1881, 1884, 1885, 1886, 1888 og 1889